# Маркт-Індерсдорф
Маркт-Індерсдорф (нім. Markt Indersdorf) — громада в Німеччині, розташована в землі Баварія. Підпорядковується адміністративному округу Верхня Баварія. Входить до складу району Дахау.
Площа — 68,60 км2. Населення становить 10 512 ос. (станом на 31 грудня 2020).